# Marc Riboud
Marc Riboud (ur. 24 czerwca 1923 w Saint-Genis-Laval, w pobliżu Lyonu, zm. 30 sierpnia 2016 w Paryżu) – francuski fotografik, zajmujący się fotografią zaangażowaną społecznie i politycznie, wykonujący zdjęcia na wojnach i podczas społecznych konfliktów w warunkach pokoju, m.in. w Chinach, Wietnamie, Japonii oraz w kilku krajach afrykańskich. W listopadzie 1980 roku przebywał też w Polsce, przygotowując reportaż na temat powstania „Solidarności”.

## Życiorys

### Dzieciństwo

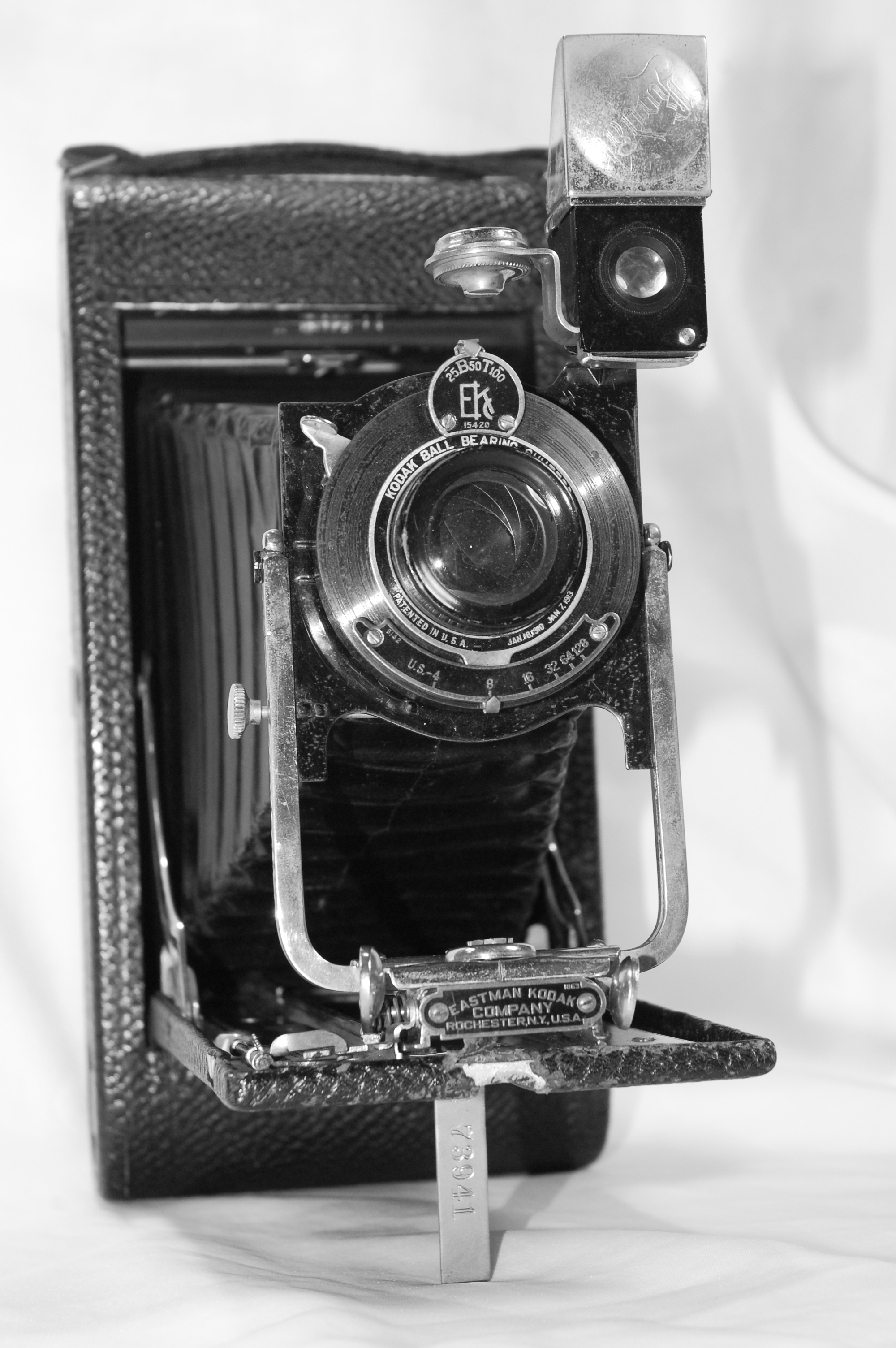
Aparat Kodak – typ produkowany w latach 1914–1934 (No. 3A Autographic)

Marc Riboud urodził się w Saint-Genis-Laval w roku 1923. Tu ukończył liceum i zainteresował się fotografią. Już w 1937 roku prezentował swoją pracę na Exposition universelle de 1937 w Paryżu. Zdjęcie wykonał małym aparatem, który otrzymał w prezencie od ojca z okazji 14. urodzin. Był to kieszonkowy Kodak, którego jego rodzic używał w okopach podczas I wojny światowej (ojciec nabył też jeden z pierwszych modeli aparatów Leica).

### Okres 1943–1951
W czasie II wojny światowej, w latach 1943–1945, był aktywny we francuskim ruchu oporu (Maquis z Vercors).
Po wojnie studiował inżynierię w École centrale w Lyonie (1945–1948), a następnie pracował jako inżynier w Villeurbanne. W 1951 roku – po urlopie, w czasie którego fotografował festiwal w Lyonie – postanowił poświęcić się wyłącznie fotografice (został fotografem niezależnym).

### Fotografik
W 1952 roku przeniósł się do Paryża, gdzie poznał Henri′ego Cartiera-Bressona i Roberta Capę. Fotografował m.in. starych mieszkańców Tignes (Sabaudia), patrzących jak „znika ich przeszłość” – wioska zatapiana w czasie budowy tamy (1952). W roku 1953 opublikował zdjęcia malarza Zazou, malującego kratownicę Wieży Eiffla (przyznawał, że czuł zawroty głowy, gdy Zazou spokojnie pochylał się, by zanurzyć pędzel). Wkrótce po opublikowaniu Peintre de la tour Eiffel został przyjęty do Magnum photos. W tym samym roku odbył pierwszą podróż do Jugosławii, a następnie – za radą Roberta Capy – spędził rok w Anglii (1954).
W latach 1955–1957 przebywał w Indiach i w Chinach. Był jednym z pierwszych europejskich fotografów, którzy mieli możliwość obserwowania skutków polityki rolnej Mao Zedonga (w latach 1959–1962 zmarło z powodu głodu co najmniej 30 milionów Chińczyków).
Z roku 1958 pochodzi cykl reportaży z Indonezji. Wspólnie z powieściopisarką, Christine Arnothy, Riboud wydał pierwszą książkę Women of Japan. W latach 60. i 70. wysyłał budzące bardzo duże zainteresowanie raporty z Wietnamu Północnego, publikowane w Life, Geo, National Geographic, Paris Match, Stern i in. Duży oddźwięk miały fotoreportaże z organizowanych wówczas manifestacji pacyfistycznych – najbardziej znane stało się zdjęcie zatytułowane The Ultimate Confrontation: The Flower and the Bayonet.
W następnych latach nadal często podróżował, przede wszystkim po Afryce (m.in. Ghana, Nigeria, Gwinea), Azji, USA i Japonii. Przebywał też (przez miesiąc) w Polsce, przygotowując reportaż z okresu narodzin „Solidarności” (listopad 1980 roku). Była to jedna z tych podróży, w których towarzyszyła mu żona – dziennikarka, Catherine Riboud, którą poślubił w 1979 roku. Niedługo po śmierci męża Catherine określała swoje wspomnienia z Polski, m.in. spotkań z Lechem Wałęsą, jako wspaniałe. Twierdziła, że jej mąż, dzięki politycznej intuicji, bezbłędnie wyczuwał, że w Polsce dzieje się coś ważnego (nie dostrzegano tego wówczas w ambasadzie Francji).
Efektem podróży do Polski był m.in. reportaż pt. Poland: Living next to the bear, wydrukowany w The Sunday Times.
W ostatnim okresie życia Marc Riboud był unieruchomiony z powodu długiej choroby neurologicznej. Żona pomagała mu katalogować bogate archiwum prac, które postanowiono złożyć w paryskim Muzeum Guimet.

## Pozycja zawodowa, wyróżnienia
W 1959 roku został wiceprezesem agencji Magnum dla Europy, a w latach 1975–1976 – jej prezesem. Jego raporty z podróży wielokrotnie wyróżniano – otrzymał m.in. tytuł Commandeur Des Arts et des Letters Arts, prestiżową Overseas Press Club Award (dwukrotnie: 1966, 1970) oraz Cornell Capa Award (2003).

## Wystawy, publikacje
Zorganizowano kilkadziesiąt wystaw w różnych krajach (Francja, Chiny, Niemcy, Stany Zjednoczone). Kolekcje prac fotograficznych są prezentowane w muzeach:
- Centre Georges Pompidou
- Bibliothèque municipale de Lyon
- Centre national des arts plastiques
- Musée d’Art moderne de la Ville de Paris
- Metropolitan Museum of Art
- International Center of Photography
- Minneapolis Institute of Art
- Central Academy of Fine Arts Art Museum
- Tate
- Moderna Museet

Ukazało się ok. 60 albumów, katalogów wystaw i podobnych wydawnictw zwartych. Reportaż Marca Riboud z Polski zamieszczono na jego stronie internetowej wśród 12 wyróżnionych pozycji.